# Bourreria obovata
Bourreria obovata är en strävbladig växtart som beskrevs av Eastwood. Bourreria obovata ingår i släktet Bourreria och familjen strävbladiga växter. Inga underarter finns listade i Catalogue of Life.